# Antefungivora haifanggouensis
Antefungivora haifanggouensis  (лат.) — ископаемый вид двукрылых насекомых рода Antefungivora из семейства Pleciomimidae. Обнаружен в юрских отложениях Китая (Yujiagou, Beipiao City, Haifanggou Formation, около 160 млн лет).
Длина тела 4,8 мм, длина крыла — 4,0 мм.
Вид Archilycoria haifanggouensis был впервые описан в 1983 году китайским палеоэнтомологом И. Хонгом (Hong Y. C., Китай) вместе с таксонами Anthocoleus hebeiensis, Beipiaocarabus oblonga, Hebeianaxyela clavicornuta, Sinocephus haifanggouensis, Arcus beipiaoensis, Sinonitidulina longa и другими новыми ископаемыми видами. Таксон Archilycoria haifanggouensis был первоначально включён в состав рода Archilycoria Hong 1983, а затем в Antefungivora Rohdendorf, 1938. Сестринские таксоны: A. brachyptera, A. elongata, A. germanica, A. magna, A. mictis, A. prima, A. ventralis, A. zherichini.